# جون باركر (عسكري أمريكي)
جون باركر (بالإنجليزية: John Parker)‏ هو فلاح أمريكي، ولد في 13 يوليو 1729 في ليكسينغتون في الولايات المتحدة، وكان قائد في معارك ليكسينغتون وكونكورد في حرب الإستقلال الأمريكية وتوفي بليكسينغتون في 17 سبتمبر 1775 بسبب سل.